# Круна Аћимовић
Круна Драгојловић-Аћимовић (Босански Брод, 2. август 1874 − 18. јануар 1956. Сарајево) била је српска и југословенска професорка и преводилац и прва жена у Србији која је завршила факултет.

## Биографија
Поријеклом је из села Бродац код Бијељине. Захваљујући команданту Дринске дивизије генералу Ранку Алимпићу је за вријеме српско-турског рата 1876 - 1878, као 8-годишње сироче  склоњена испред турске одмазде и пребачена са старијом сестром Јеленом и другом дјецом сличне судбине у Краљевину Србију, а одатле послана у Русију. Завршила је гимназију у Москви 1887, као питомац руске владе. После 11-годишњег школовања у Москви, где је учила и стране језике и свирање на клавиру, она је 1887. тамо матурирала, те се враћа у отаџбину.
Уз одобрење министра просвјете Краљевине Србије Алимпија Васиљевића уписује се у Београду на Филолошко-историјски одсјек Велике школе (1887- 1891). Током школовања, осим од скромне стипендије, издржавала се дајући часове руског језика. О томе је дуго времена доцније, новембра 1931. професор Круна Аћимовић - приложивши 300.- дин. за изградњу новог Дома студенткиња у Београду - написала и сљедеће: "...прочитавши о беди и невољи данашњих студенткиња силно ме је потресло и одмах ми је изашло пред очи моје школовање на Великој школи, када сам се патила као црв, дајући часове из руског језика за 20 динара месечно, да само довршим више образовање. Држала сам да ће моје будуће колегинице бити боље среће, али и оне пођоше мојим трагом и надам се да ће и њих једном огрејати сунце..." Она и Лепосава Бошковић биле су прве жене у Србији које су завршиле Велику школу.
Завршивши студије удаје се за судију Апелације Живка Аћимовића, а 1891. "ступа у државну службу и тако крчи пут женскињу са факултетском спремом".
Добила је најприје звање предавача у Вишој женској школи у Крагујевцу (1891 - ]894). Да би стекла звање професора 1894. полаже и професорски испит "већином гласова, одлично", из групе: руски језик са литературом, општа историја и историја Срба, и француски језик. Предавала је руски језик. Као професор и педагог била је, према сјећању својих бивших ученица, строга и правична, а због њене људске топлине ђаци су је звали "мајка Круна".
Била је управница (1894-1897) и учитељица (1897-1905) Више женске школе у Крагујевцу.  Предавала је руски језик, али и преводила руске писце, нарочито Чехова. Сарађивала је и са сарајевским књижевно-културним часописом "Босанска вила". Са 32 године стажа у служби пензионисана је 1924. године као професорка Прве женске Гимназије у Београду (1905-1924). За свој предан рад у школи одликована је Орденима Светог Саве V и IV степена.
Године 1931. Круна Аћимовић и њена колегиница са студија Лепосава Бошковић доживјеле су велико признање када је 29. марта "Удружење универзитетски образованих жена Београда", обиљежило њихов јубилеј "40-ту годишњицу положених испита првих жена на Универзитету". Изабране су за почасне чланице Удружења. Круна Аћимовић боравила је повремено и у родној Босни у Сарајеву. Ту је и преминула у деведесетој години живота, 1956. код кћерке Маре, љекарке и зета Шукрије Куртовића, правника. Сахрањена је на сарајевском гробљу.